# Euploea incerta
Euploea incerta är en fjärilsart som beskrevs av James John Joicey och Alfred Noakes 1915. Euploea incerta ingår i släktet Euploea och familjen praktfjärilar. Inga underarter finns listade i Catalogue of Life.